# Sorrento (Maine)
Sorrento es un pueblo ubicado en el condado de Hancock en el estado estadounidense de Maine. En el Censo de 2010 tenía una población de 274 habitantes y una densidad poblacional de 7,5 personas por km².

## Geografía
Sorrento se encuentra ubicado en las coordenadas 44°28′35″N 68°10′48″O / 44.47639, -68.18000. Según la Oficina del Censo de los Estados Unidos, Sorrento tiene una superficie total de 36.55 km², de la cual 10.34 km² corresponden a tierra firme y (71.7%) 26.2 km² es agua.

## Demografía
Según el censo de 2010, había 274 personas residiendo en Sorrento. La densidad de población era de 7,5 hab./km². De los 274 habitantes, Sorrento estaba compuesto por el 95.62% blancos, el 0% eran afroamericanos, el 1.09% eran amerindios, el 0.73% eran asiáticos, el 0% eran isleños del Pacífico, el 0% eran de otras razas y el 2.55% pertenecían a dos o más razas. Del total de la población el 0.36% eran hispanos o latinos de cualquier raza.